# 小石棚乡
小石棚乡，是中华人民共和国辽宁省营口市盖州市下辖的一个乡镇级行政单位。

## 行政区划
小石棚乡下辖以下地区：
杨树房村、毡帽峪村、锅峪村、石棚村、大槽峪村和周屯村。